# Rosario Velicia
Rosario Velicia Pando fue una escritora y editora literaria de telenovelas mexicanas. Ha realizado su carrera en la televisión mexicana para Televisa.
Comenzó siendo editora en radionovelas de la estación XEW en la Ciudad de México en la década de 1970. Nacida en la Ciudad de México, de padres exiliados de España, Rosario desde temprana edad mostró habilidades en la escritura y una pasión por la comunicación.
En la edición literaria, Rosario Velicia captaba la esencia de las obras para adaptarlas al público Mexicano. En las múltiples obras en las que participó, desde radionovelas cubanas hasta telenovelas sudamericanas, Rosario lograba adaptar los guiones para el éxito en su país natal. Participó en la edición literaria de la mayoría de las telenovelas realizadas por el productor Nicandro Díaz González. 
Residía en Cuernavaca junto con su esposo Ricardo Saval, con quien tuvo una familia numerosa. Falleció el 2 de enero de 2024.

## Trayectoria

### Ediciones literarias
- Primera parte de Hasta el fin del mundo (2014/15) (escrita por Kary Fajer, Gabriela Ortigoza y Gerardo Luna.
- Segunda parte de Amores verdaderos  (2012/13) (escrita por Kary Fajer, Ximena Suárez, Alejandro Orive y Gerardo Luna)
- Soy tu dueña (2010) (escrita por Kary Fajer, Alejandro Pohlenz, Alejandro Orive y Gerardo Luna)
- Mañana es para siempre (2008/09) (escrita por Kary Fajer y Gerardo Luna)
- Destilando amor (2007) (escrita por Kary Fajer y Gerardo Luna)
- Contra viento y marea (2005) (escrita por Kary Fajer y Gabriela Ortigoza)
- ¡Vivan los niños! (2002/03) (escrita por Kary Fajer, Alberto Gómez, María Antonieta "Calú" Gutiérrez, Rossana Curiel Defossé, Gerardo Luna)
- Primera parte de Carita de ángel (2000/01) (escrita por Kary Fajer y Alberto Gómez)
- Segunda parte de Alma rebelde (1999) (escrita por Alberto Gómez y Alberto Aridjis)
- Amor gitano (1999) (escrita por María Eugenia Cervantes Balmori y Katia Ramírez Estrada)
- Segunda parte de Gotita de amor (1998) (escrita por Kary Fajer, Alberto Aridjis y Alberto Gómez)
- Preciosa (1998) (escrita por Alberto Gómez)
- Segunda parte de Marisol (1996) (escrita por Marcia del Río, Alberto Gómez, Enrique Torres, José Nicolás y Valeria Phillips)
- Retrato de familia (1995) (escrita por Jesús Calzada)
- María la del barrio (1995/96) (escrita por Carlos Romero, Vivian Pestalozzi y Alberto Gómez)
- Segunda parte de Marimar (1994) (escrita por Carlos Romero y Valeria Phillips)
- Segunda parte de María Mercedes (1992) (escrita por Carlos Romero y Vivian Pestalozzi)
- Primera parte de Mi pequeña Soledad (1990) (escrita por Marissa Garrido, René Muñoz y Verónica Castro)
- Simplemente María (1989/90) (escrita por Carlos Romero, Kary Fajer, Gabriela Ortigoza y Valeria Phillips)